# Jon Turteltaub
Jonathan Charles Turteltaub (sinh ngày 8 tháng 8 năm 1963) là một đạo diễn và nhà sản xuất phim người Mỹ.

## Cuộc sống và sự nghiệp
Turteltaub sinh ngày 8 tháng 8 năm 1963 tại Thành phố New York, một trong hai đứa trẻ được sinh ra bởi nhà văn hài kịch Saul Turteltaub, nổi tiếng với tác phẩm về Sanford and Son, và vợ ông, Shirley Steinberg. Cha mẹ ông là người Do Thái. Turteltaub tốt nghiệp từ Đại học Wesleyan và Trường nghệ thuật điện ảnh USC.
Ông đã đạo diễn các bộ phim chính thống thành công cho Walt Disney Studios, bao gồm; 3 Ninjas (1992), Cool Runnings (1993), While You Were Sleeping (1995), Phenomenon (1996), Instinct (1999), Disney's The Kid (2000), National Treasure (2004), cũng như phần tiếp theo năm 2007 của nó National Treasure: Book of Secrets, và The Sorcerer's Apprentice (2010), cũng như The Meg (2018) cho Warner Brothers. Turteltaub đã sản xuất loạt phim truyền hình CBS Jericho, và cũng đạo diễn ba tập đầu tiên của chương trình.